# Геленджикский центр климатических испытаний ВИАМ им. Г. В. Акимова
Геленджикский центр климатических испытаний Всероссийского научно-исследовательского института авиационных материалов им. Г. В. Акимова (ГЦКИ ВИАМ) — российский научный центр климатических испытаний, проводящий в условиях морского климата комплексные испытания материалов, элементов конструкций и изделий, а также отработку систем защиты от коррозии, старения и биоповреждений.

Он расположен на западном берегу Геленджикской бухты на территории общей площадью 12800 м2 и включает в себя атмосферно-испытательный полигон, лабораторно-исследовательский корпус, научно-инженерный корпус.

По климатическим признакам Центр принадлежит к умеренно теплому климату с мягкой зимой и повышенной коррозионной агрессивностью атмосферы. Для испытаний на коррозию и старение полигон ГЦКИ обладает уникальными климатическими характеристиками.

## История
Введён в эксплуатацию в декабре 2009 года. Назван в честь члена-корреспондента Академии наук СССР Г. В. Акимова. Финансирование капитального строительства осуществлялось в рамках Федеральной целевой программы «Развитие гражданской авиационной техники России на 2002—2010 годы и на период до 2015 года» Минпромторга.